# Donacia parvidens
Donacia parvidens är en skalbaggsart som beskrevs av Schaeffer 1919. Donacia parvidens ingår i släktet Donacia och familjen bladbaggar. Inga underarter finns listade i Catalogue of Life.